# Australytta
Australytta is een geslacht van kevers uit de familie oliekevers (Meloidae).
Het geslacht is voor het eerst wetenschappelijk beschreven in 2003 door Bologna.

## Soorten
Het geslacht omvat de volgende soorten:
- Australytta enona (Péringuey, 1899)
- Australytta maraisi Bologna, 2003
- Australytta namaqua (Kaszab, 1953)
- Australytta rubrolineata (Kaszab, 1953)
- Australytta spilotella (Péringuey, 1904)
- Australytta szekessyi (Kaszab, 1953)
- Australytta vellicata (Erichson, 1843)